# Blå Sommer
Blå Sommer, är ett scoutläger som arrangeras av Det Danske Spejderkorps (DDS) vart femte år sedan 1989 i Danmark. Lägret samlar cirka 20 000 scouter. 
Det första lägret hölls 1985 i Haderslev. Därefter har lägren hållits på Stevninghus Scoutcenter (på danska: Stevninghus Spejdercenter) som ligger vid Kliplev.

## Blå Sommer 2004
- Seniorläger: 16-20 juli
- Huvudlägret: 20-29 juli
- Deltagarantal: 18 000
- Storlek: 882 132 kvadratmeter gräsplan

## Blå Sommer 2009
- Huvudläger: 15-23 juli